# Großer Komet von −371
| −371                     | −371                     |
| Eigenschaften des Orbits | Eigenschaften des Orbits |
| ------------------------ | ------------------------ |
| Orbittyp                 | parabolisch              |
| Numerische Exzentrizität | 1,0                      |
| Perihel                  | sehr klein               |
| Neigung der Bahnebene    | <150°                    |
| Periheldurchgang         | Winter −371              |
| Geschichte               |                          |
| Datum der Entdeckung     | Winter −371              |

Der Große Komet von −371, auch Komet des Aristoteles genannt, ist ein Komet, der wahrscheinlich um den Jahreswechsel 372/371 v. Chr. mit dem bloßen Auge gesehen werden konnte. Er wird aufgrund seiner außergewöhnlichen Helligkeit zu den „Großen Kometen“ gezählt.

## Entdeckung und Beobachtung
Diodor, ein Historiker des 1. Jahrhunderts v. Chr., berichtete, dass im ersten Jahr der 102. Olympiade, als Alkisthenes Archon von Athen war, mehrere Vorzeichen die bevorstehende Niederlage der Spartaner ankündigten: Eine flammende Fackel von außergewöhnlicher Größe, der man den Namen „der brennende Balken“ gab, erschien während mehrerer Nächte. Dieser Bericht scheint das Jahr der Erscheinung dieses Kometen zu beschreiben. Das erste Jahr der 102. Olympiade begann im Juli 372 v. Chr., der Komet erschien im Winter, also könnte es auf das Ende des Jahres 372 oder den Beginn des Jahres 371 v. Chr. hindeuten.
Andere historische Angaben sind weniger eindeutig. Während seiner Erscheinung sollen die achäischen Städte Helike und Bura in Folge eines Erdbebens vom Meer verschlungen worden sein, wie Seneca über Kallisthenes berichtete, und die Spartaner verloren ihre fünfhundertjährige Hegemonie über die Griechen, wie Diodor berichtete. Aber Seneca schrieb 435 Jahre nach dieser Katastrophe und die Originalschrift von Kallisthenes ist nicht erhalten. Pausanias berichtete undeutlich, dass dem Untergang der Städte das Erscheinen bis dahin unbekannter Gestirne voranging, es könnte aber auch in umgekehrter Folge geschehen sein, um das Erdbeben im Jahr 373 v. Chr. als Folge der später stattfindenden Kometenerscheinung darzustellen.
Plinius verband das Erscheinen dieses „Balkens“ mit dem Verlust der griechischen Hegemonie für die Spartaner (in der Schlacht bei Leuktra am 5. August 371 v. Chr.), während Aristoteles als zeitgenössischer Autor nur berichtet, dass es zur Zeit des Erdbebens und der Überschwemmung in der Zeit des Archonten Asteios (373/372 v. Chr.) erfolgte. Dies unterstützt die Datierung, die Diodor angibt.
Aristoteles beschreibt als Augenzeuge sehr ausführlich die Erscheinung des Kometen. Danach erschien er erstmals bei Sonnenuntergang zum Winterbeginn im Westen. Zuerst sah man wohl nur den Schweif in der hellen Dämmerung. Am folgenden Tag ging der Komet schon sehr kurz nach der Sonne unter, während sein Schweif sich „wie eine baumbestandene Allee“ über ein Drittel des Himmels erstreckte. Er reichte bis zum Gürtel des Orion, wo er endete. Erst als die außergewöhnliche Helligkeit des Schweifs nach einiger Zeit verblasste, nahm die Erscheinung die übliche Form eines Kometen an. Nach Diodor war die Helligkeit des Kometen so groß, dass er nachts Schatten warf wie das Mondlicht.
Seneca berichtete auch, dass der Komet nach dem griechischen Historiker Ephoros von Kyme gegen Ende seiner Erscheinung in zwei Teile zerbrochen erschien. Dies ist der einzige Bericht über dieses angebliche Ereignis und wurde daher von Seneca angezweifelt. Auch Aristoteles erwähnt nichts darüber. Aus heutiger Sicht ist eine solche Beobachtung unter den damaligen Umständen (ohne optische Hilfsmittel wie Fernrohre) nicht möglich.
Über den Kometen gibt es in chinesischen Chroniken oder anderen zeitgenössischen Berichten von außerhalb Griechenlands keine bekannten Erwähnungen.

## Wissenschaftliche Auswertung
Es gab immer wieder Ansätze, den Großen Kometen von −371 als Ursprung der sonnenstreifenden Kometen der Kreutz-Gruppe anzusehen. Nach einer umfassenden Analyse durch Zdenek Sekanina und Paul W. Chodas besteht jedoch kein solcher Zusammenhang.

## Umlaufbahn
Eine grobe Abschätzung einer Umlaufbahn des Kometen erfolgte durch Alexandre Guy Pingré. Er vermutete eine Bahnneigung von etwas weniger als 150° gegen die Ekliptik. Die Bahn des Kometen steht damit schräg gestellt zu den Bahnebenen der Planeten, er durchläuft seine Bahn gegenläufig (retrograd) zu ihnen. Pingré legte den möglichen Zeitpunkt des Perihels in den Winter des Jahres −371 (372 v. Chr.).

## Antike Quellen
- Ephoros von Kyme, Fragment 142 (Augenzeugenbericht, erhalten bei Diodor)
- Aristoteles, Meteorologica 1,343b; 1,344b; 2,368b (als ca. 12-jähriger Augenzeuge des Kometen)
- Kallisthenes von Olynth, FGrHist 124 FF 20,21 (Neffe und Schüler des Aristoteles, kein Augenzeuge, erhalten bei Seneca, Quaestiones Naturales 7,5)
- Parische Chronik 72 (in Marmor gemeißelte Inschrift, gefunden 1627 auf der Insel Paros)
- Diodor, Historische Bibliothek 15,50,2–3
- Seneca, Quaestiones Naturales 7,16,2–3 (Seneca bezweifelt Ephorosʼ Bericht über das Zerfallen des Kometen)